# Estadio Yeyo Úraga
El estadio Yeyo Úraga es un estadio de béisbol ubicado en la ciudad de Guayaquil, provincia de Guayas.
Tiene capacidad para aproximadamente 8.000 espectadores. Posee grama o pasto natural. Debe su nombre a la iniciativa del Círculo de Periodistas del Ecuador, de honrar a Aurelio "Yeyo" Úraga, destacado atleta y beisbolista guayaquileño.